# Lithobates pustulosus
Espèce
Synonymes
- Rana pustulosa Boulenger, 1833
- Rana sinaloae Zweifel, 1954

Statut de conservation UICN

 LC  : Préoccupation mineure
Lithobates pustulosus est une espèce d'amphibiens de la famille des Ranidae.

## Répartition
Cette espèce est endémique du centre-Ouest du Mexique. Elle se rencontre :
- dans le sud de l'État de Sinaloa ;
- dans le sud-ouest de l'État de Durango ;
- dans l'État de Nayarit  ;
- dans le sud de l'État de Jalisco ;
- dans l'État de Colima.

## Publication originale
- Boulenger, 1883 : Descriptions of new species of lizards and frogs collected by Herr A. Forrer in Mexico. Annals and Magazine of Natural History, sér. 5, vol. 11, p. 342-344 (texte intégral).